# Липа Генри
Липа Генри (лат. Tilia henryana) — крупное листопадное дерево высотой около 20-25 метров, вид рода Липа (Tilia) семейства Мальвовые (Malvaceae); ранее род Липа обычно выделялся в самостоятельное семейство Липовые (Tiliaceae).

## Ботаническое описание

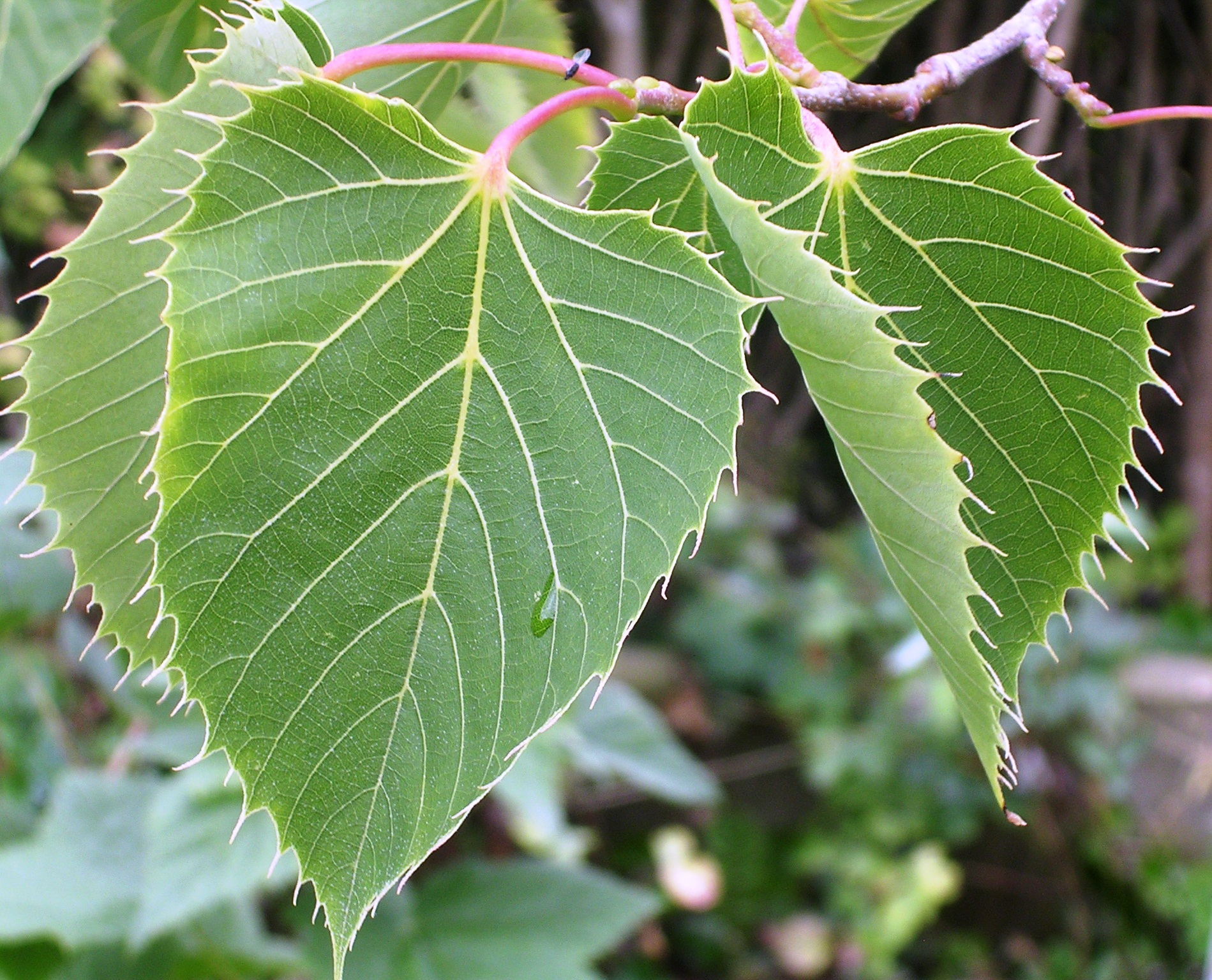
Листья липы Генри

Липа Генри имеет стройный, прямой, сильноразветвлённый ствол, покрытый серой корой. У молодых деревьев она обычно светло-серая, гладкая, однако с возрастом становится трещиноватой. Крона достаточно плотная, округлой или овальной формы. Почки жёлтые, опушенные или гладкие.

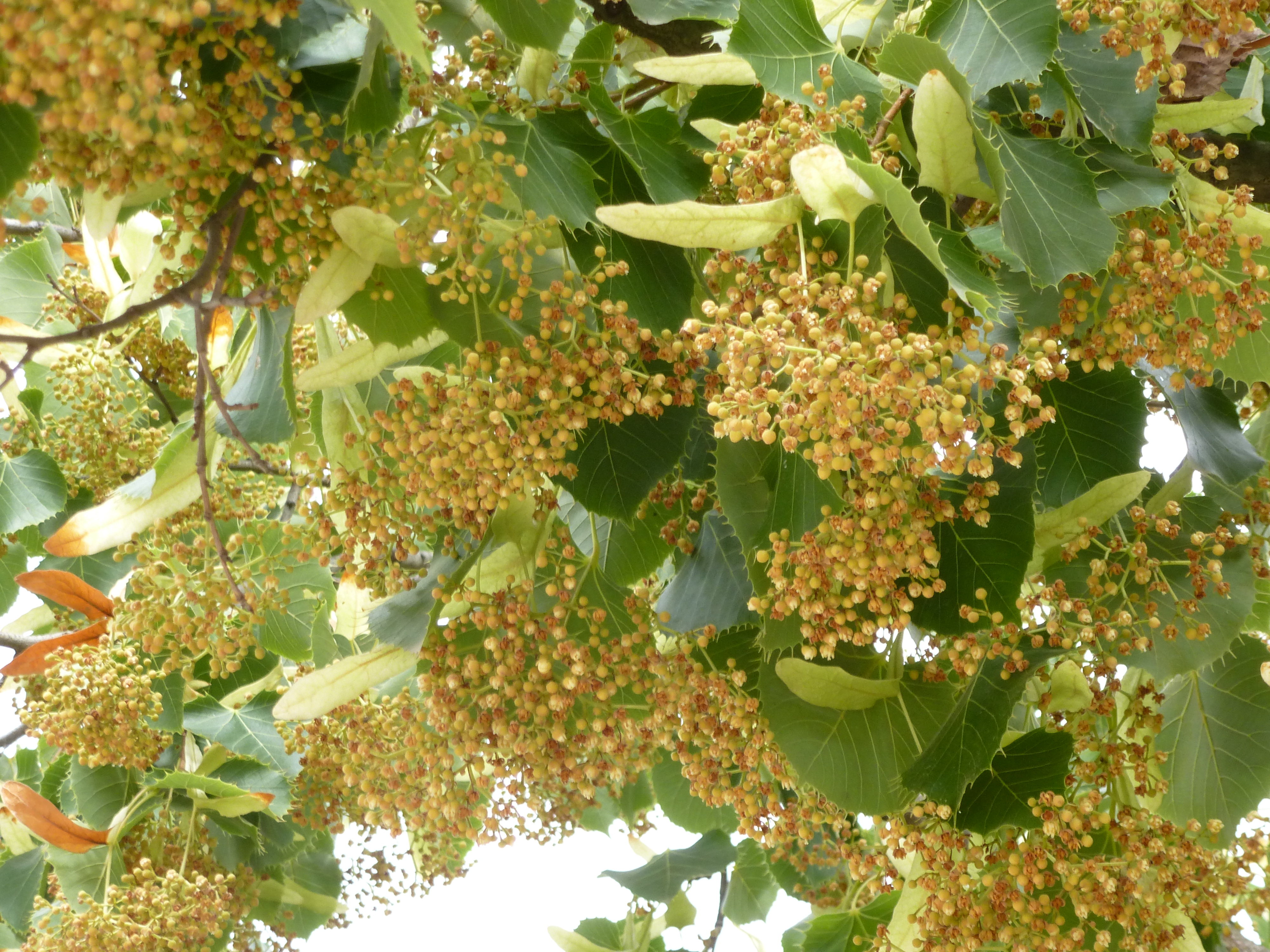
Плоды

Весной на дереве появляются небольшие, красноватые, очередные листья, с зелёными жилками, однако по мере роста они становятся темно-зелёными или изумрудно-зелёными, имеют сердцевидную, немного асимметричную форму, но среди этих лип иногда встречаются экземпляры с овальными или яйцевидными листьями. Черешки небольшие — от 3 до 5 см, округлые, жёлтые или зеленовато-жёлтые, густо покрытые белесым, войлочным опушением. Листья имеют острую или заостренную вершину, зауженное или вогнутое основание, рельефное жилкование и острый, реснитчатый край. Каждая ресничка заканчивается тонкой, острой, слегка изогнутой иголочкой, что делает лист этой липы похожим на лист насекомоядного растения. Верхняя часть листа гладкая, блестящая, нижняя покрыта густым, мягким, коричневатым опушением.

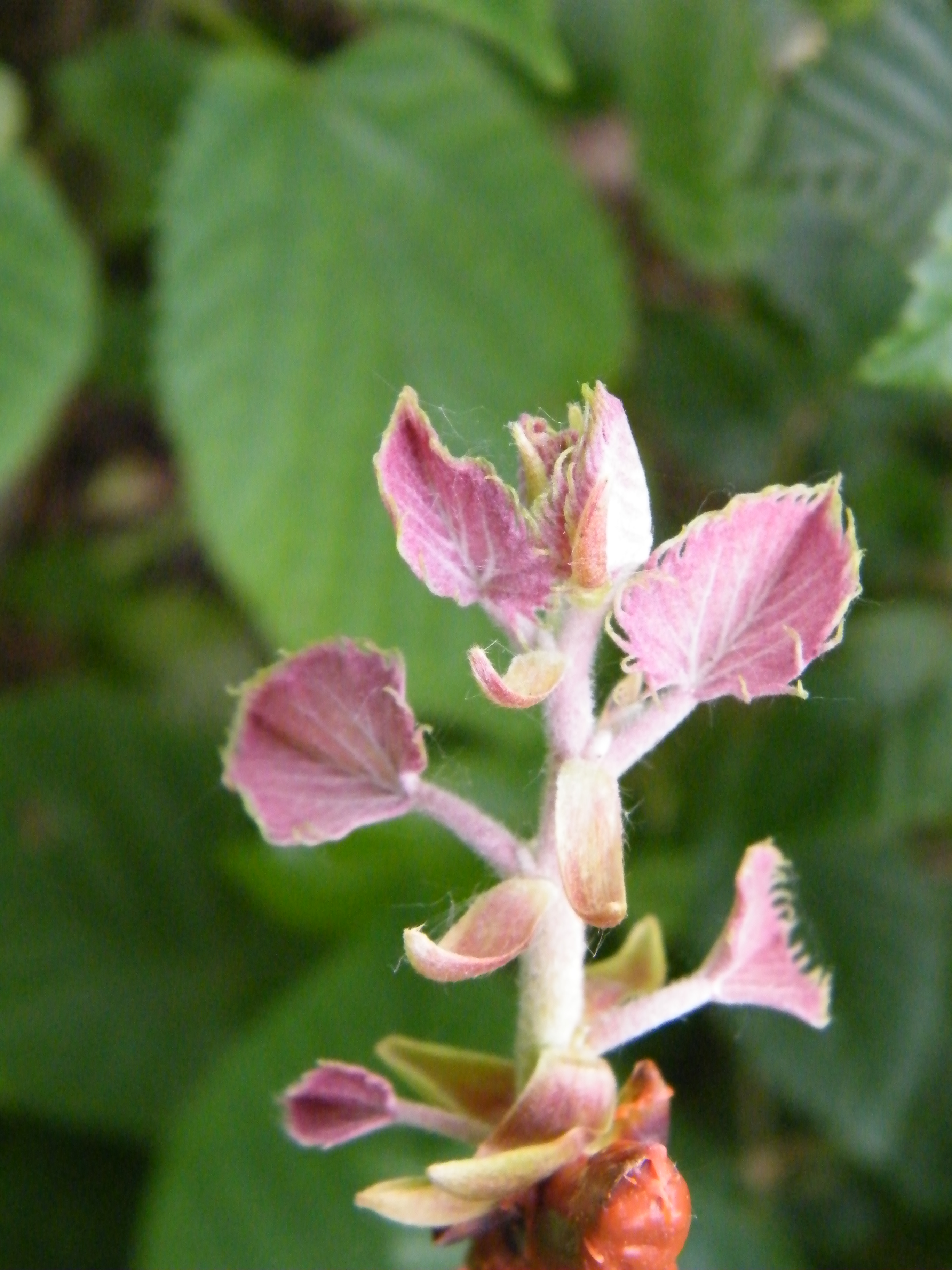
Почки и молодые листья липы Генри

В конце лета на липе Генри начинают появляться многочисленные, мелкие, обоеполые, ароматные цветы, с длинными, плоскими, зеленоватыми или зеленовато-жёлтыми прицветниками. Они собраны в многочисленные, многоцветковые, поникающие цимозные соцветия. Цветы пятираздельные, симметричные, с узкими, чашеобразными чашелистиками. Окраска венчика обычно белая или кремовая.
После опыления на липе начинают появляться очень мелкие, пятиугольные, нераскрывающиеся, плоские, односемянные плоды, покрытые коротким, волосяным опушением. Они легко переносятся ветром на большие расстояния. В культуре это растение размножают преимущественно при помощи черенкования или прививки.
Корневая система поверхностного типа, с многочисленными, длинными, сильно разветвлёнными корнями.
Число хромосом 2n = 164.

## Распространение
Липа Генри — эндемик Китая. Растет преимущественно в Шэньси, Хунани, Цвянсы, а также в бассейнах рек Янцзы, Хубэй и Хэнань. В диком виде оно достаточно часто встречается на склонах холмов и гор, в кустарниковых зарослях и в смешанных или лиственных лесах, на высоте от 600 до 1300 метров. В низинной местности она был выращена искусственным путём интродукции.
Официально в культуру это растение было введено в 1901 году, хотя в Китае его выращивали в качестве декоративного и лекарственного многолетника ещё во втором тысячелетии до нашей эры. В наши дни липа Генри — это достаточно редкое дерево, которое культивируют преимущественно в странах с умеренным и субтропическим климатом на территории всего Северного полушария. Липа Генри — это ценный медонос.
Рекордсменом стал экземпляр, посаженный в 1946 году, в 2010 году он достиг высоты 15 метров, с диаметром ствола в 44 см.